# Умеров, Эрвин Османович
Эрви́н Осма́нович Уме́ров (крымскотат. Ervin Osman oğlu Ümerov; 1 мая 1938, деревня Яны-Сала, Крымская АССР — 24 февраля 2007, Москва) — крымскотатарский писатель, журналист, переводчик.

## Биография
Родился в семье служащих (учителей). В 1944 году был репрессирован — вместе с родителями депортирован в Среднюю Азию, в селение Паласан Алты-Арыкского района (Ферганская область, Узбекская ССР). В 1957 г. окончил среднюю школу № 1 им. А. С. Пушкина в райцентре Алты-Арык, в шести километрах от Паласана. Работал слесарем-арматурщиком на нефтеперерабатывающем заводе, затем — инспектором районного статистического управления.
В 1960 году вместе со своим товарищем Эмилем Амитом поступил в Литературный институт им. А. М. Горького в Москве, по окончании которого работал в течение 5 лет литсотрудником газеты «Ленин байрагъы» («Ленинское знамя», Ташкент — орган ЦК КП Узбекистана, выпускалась на крымскотатарском языке), затем — редактором отдела литературы народов СССР Главной редакции Литдрамвещания Всесоюзного радио. С 1976 года и до выхода на пенсию — старший редактор отдела литературы народов СССР издательства «Детская литература».
Член Союза журналистов СССР с 1966 года, член Союза писателей СССР — с 1978 года.
Дочь Умерова Эдина — сценарист, режиссёр.
В конце 1980-х гг. переехал в Крым, с 1993 г. был прописан в Симферополе, стоял в очереди на получение жилья. Скончался 24 февраля 2007 года в Москве после тяжёлой болезни. По его просьбе похоронен в Крыму.

## Творчество
Писательство начал с журналистской деятельности: сотрудничал в качестве селькора с областными газетами Ферганы и республиканскими пионерскими и комсомольскими изданиями в Ташкенте. В 1959 г. его рассказ вышел в сборнике крымскотатарских писателей «Дни нашей жизни», выпущенном издательством художественной литературы Узбекской ССР к декаде искусства и литературы Узбекистана в Москве.
Своё отношение к депортации писатель отразил в рассказах «Одиночество», «Чёрные поезда», «Разрешение» (написаны в конце 1960-х годов), которые по тематике и содержанию не могли быть напечатанными тогда и ходили в рукописном виде; особым успехом пользовался рассказ «Одиночество».
За более чем 40-летнюю литературную деятельность выпустил свыше 50 книг — авторских и переведённых на русский язык произведений тюркоязычных писателей республик СССР.
В 2002 году московское издательство «Текст» выпустило, при содействии Фонда Сороса, сборник «Чёрные поезда», в который вошли рассказы и документальная повесть, посвящённые теме депортации.

### Избранные сочинения
Источник — Электронные каталоги РНБ
- Умеров Э. О. Вторая невеста : Рассказы и повесть / Пер. с крым.-татар. авт. — М.: Сов. писатель, 1984. — 368 с. — (Содерж.: Вторая невеста: Повесть; Рассказы: Третье имя; Письмо учителю; Тайна высоты; Первый букет; Ложь; За все в ответе; Я вспомнил белого ослика; Улькер, звезда недостижимая; Камушки Эчкикаи). — 30 000 экз.
- Умеров Э. О. Свет твоих глаз : Рассказы : [Для детей]. — Ташкент: Ёш гвардия, 1976. — 102 с. — (Содерж.: «Мамонты»; Третья имя; Котёнок; Весельчак Сова; Свет твоих глаз; Опасный сосед; «Привет из Ташкента»; Дадамой — Ударник; Тайна высоты). — 30 000 экз.
- Умеров Э. О. Тайна высоты : Повесть и рассказы : [Для сред. и ст. шк. возраста] / Пер. с крым.-татар. авт. — М.: Дет. лит., 1988. — 190 с. — (Содерж.: Золотой порог: Повесть; Рассказы: Ложь; Письмо учителю; Ненастье; Подборщик; Конец «Грозной карты»; Чужие заботы; Тайна высоты). — 100 000 экз. — ISBN 5-08-001283-8.
- Умеров Э. Черные поезда : Рассказы и повести / Пер. с крым.-татар. авт. — М.: Сов. писатель, 1991. — 347 с. — (Содерж.: Повести: Утро приходит всегда;  Осень, пора свадеб; Рассказы: Одиночество; Черные поезда; «Разрешение»; Счастливый билет; Авария). — 15 000 экз. — ISBN 5-265-02075-6.
- Умеров Э. Черные поезда : [Сборник]. — М.: Текст : Журн. «Дружба народов», 2002. — 154 с. — (Содерж.: Одиночество; Черные поезда; Разрешение; «Винтик» против колосса). — 3500 экз. — ISBN 5-7516-0322-2.

опубликованы на крымскотатарском языке
- Пусть всегда будет солнце : Сб. рассказов. — Ташкент, Изд-во им. Г. Гуляма, 1970.
- Вторая невеста : Повесть. — Ташкент, Изд-во им. Г. Гуляма, 1976.
- К звездам : Повесть. — Ташкент: Ёш гвардия, 1983.
- Надежда :Повесть. — Ташкент: Изд-во им. Г. Гуляма, 1988.
- Ураган : драма // «Йылдыз» («Звезда», журн.). — Симферополь, 1991.
- Пой, мой дом, пой : комедия // «Йылдыз» («Звезда», журн.). — Симферополь, 1998.

опубликованы в переводе на узбекский язык
- Дорога на Коктал : Сб. рассказов. — Ташкент: Ёш гвардия, 1972.
- Меж двух огней : Сб. рассказов. — Ташкент: Изд-во им. Г. Гуляма, 1975.
- Родная моя хижина : Повесть. — Ташкент: Изд-во им. Г. Гуляма, 1983.

опубликованы в переводе на азербайджанский язык
- Вторая невеста : Повесть. — Баку: Генчлик, 1985.

опубликованы в переводе на туркменский язык
- Улькер. Звезда недостижимая : Рассказы. — Ашхабад: Магариф, 1989.

### Переводы
- Анарбаев С. Приключения Торткоза : Повести [Для мл. шк. возраста] / Пер. с узб. [Э. Умерова]. — М.: Дет. лит., 1977. — 111 с. — 100 000 экз.
- Байрамов Н. Долгая дорога : Рассказы и повести [Для ст. и сред. шк. возраста] / Пер. с туркм. [Э. Умерова]. — Ашхабад: Магарыф, 1986. — 405 с. — 27 000 экз.
- Батулла Р. Сын-журавль : [Сказки : Для дошк. возраста] / Пер. с татар. Э. Умерова. — М.: Малыш, 1983. — 20 с. — 150 000 экз.
- Даминов Б. Рухсора : Рассказы, повести / Пер. с узб. Э. Умерова. — М.: Сов. писатель, 1985. — 295 с. — 30 000 экз.
- Дурдыев Р. Мальчишечье лето : Рассказы / Пер. с туркм. Э. Умерова. — Ашхабад: Магариф, 1992.
- Дурдыев Р. Орагатды — веселая игра : Повесть : [Для мл. шк. возраста] / Пер. с туркм. Э. Умерова. — М.: Дет. лит., 1983. — 95 с. — 100 000 экз.
- Махмудов Л. Беркут : Рассказы : [Для мл. возраста] / Пер. с узб. Э. Умерова. — М.: Дет. лит., 1965. — 64 с. — 85 000 экз.
  - . — М.: Дет. лит., 1975. — 64 с. — 150 000 экз.
- Нурмурадов Х. Птица счастья : Повести, рассказы, сказки [Для мл. шк. возраста] / Пер. с туркм. Э. Умерова, В. Аннакурбановой. — Ашхабад: Магарыф, 1990. — 282 с. — 40 000 экз. — ISBN 5-675-00352-5.
- Сайяр. Созвездие большой медведицы : Повесть / Пер. с узб. — М.: Советский писатель, 1976.
- Тухтабаев Х. Волшебная шапка : Повесть-сказка : [Для детей] / Пер. с узб. Э. Умерова. — М.: Дет. лит., 1970. — 159 с. — 100 000 экз.
  - . — 2-е изд., доп. — М.: Дет. лит., 1978. — 207 с. — 100 000 экз.
  - . — Ташкент: Изд-во лит. и искусства, 1982. — 184 с. — 120 000 экз.
- Тухтабаев Х. Звезды конизара : Докум. повесть : [о совхозе «Ганиабад». Для ст. шк. возраста] / Пер. с узб. Э. Умерова. — М.: Дет. лит., 1980. — 95 с. — (Б-ка юношества. Герои нашего времени). — 100 000 экз.
- Тухтабаев Х. Золотая голова мстителя : Роман : [Для сред. и ст. шк. возраста] / Пер. с узб. Э. Умерова. — Ташкент: Ёш гвардия, 1989. — 287 с. — 75 000 экз. — ISBN 5-633-00183-4.
- Тухтабаев Х. Золотой выкуп : Роман / Пер. с узб. Э. Умерова. — М.: Мол. гвардия, 1986. — 271 с. — 100 000 экз.
- Тухтабаев Х. Конец желтого дива : Приключенч. роман / Пер. с узб. Э. Умерова. — Ташкент: Ёш гвардия, 1976. — 271 с. — 105 000 экз.
  - . — Ташкент: Изд-во лит. и искусства, 1984. — 254 с. — 150 000 экз.
- Тухтабаев Х. Повести : [для мл. шк. возраста] / Пер. с узб. Э. Умерова. — М.: Дет. лит., 1990. — 556 с. — 100 000 экз. — ISBN 5-08-001480-6.
- Тухтабаев Х. Свет в заброшенном доме : [Повесть] / Пер. с узб. Э. Умерова. — М.: Мол. гвардия, 1980. — 239 с. — 65 000 экз.
- Хашимов У. Войти и выйти… : Роман / Пер. с узб. Э. Умерова. — М.: Сов. писатель, 1989. — 553 с. — 30 000 экз. — ISBN 5-265-00847-0.
- Хашимов У. Утренняя звезда : Повесть / Пер. с узб. — Ташкент: Журнал «Звезда Востока», 1964.
- Черкез-Али А. В объятиях зари : Роман / Авториз. пер. с крым.-татар. Э. Умерова. — М.: Сов. писатель, 1978. — 319 с. — 30 000 экз.
- Черкез-Али А. Зелёные волны : Повести / Пер. с татар. Э. Умерова. — Ташкент: Ёш гвардия, 1982. — 119 с. — 30 000 экз.
- Яралиев Я. Птичий родник : Повести и рассказы / Пер. с лезгин. [Э. Умерова]. — М.: Сов. писатель, 1974. — 247 с. — 30 000 экз.